# Camargo (Cantabrië)
Camargo (Camargu in cantabrian) is een gemeente in de Spaanse provincie Cantabrië in de regio Cantabrië met een oppervlakte van 37 km². Camargo telt 30.611 inwoners (1 januari 2016).

## Demografische ontwikkeling
Bron: INE; 1857-2011: volkstellingen